# (12490) Leiden
(12490) Leiden ist ein Asteroid des äußeren Hauptgürtels, der am 3. Mai 1997 von dem belgischen Astronomen Eric Walter Elst am La-Silla-Observatorium der Europäischen Südsternwarte in Chile (IAU-Code 809) entdeckt wurde. Sichtungen des Asteroiden hatte es am La-Silla-Observatorium vorher schon am 10. und 19. April 1991 unter der vorläufigen Bezeichnung 1991 GH9 gegeben.
Mittlere Sonnenentfernung (große Halbachse), Exzentrizität und Neigung der Bahnebene des Asteroiden entsprechen in etwa der Themis-Familie, einer Gruppe von Asteroiden, die nach (24) Themis benannt wurde.
(12490) Leiden wurde am 28. September 2004 nach der niederländischen Stadt Leiden benannt.